# 누드모델 (2016년 영화)
누드모델은 한국에서 제작된 오상원 감독의 2016년 멜로/로맨스 영화이다. 이채담 등이 주연으로 출연하였다.

## 출연

### 주연
- 이채담
- 노성균